# Trou-du-Nord
Trou-du-Nord, in creolo haitiano Twou dinò, è un comune di Haiti, capoluogo dell'arrondissement omonimo nel dipartimento del Nord-Est.